# Bastransportbåt 700
Bastransportbåt 700, ofta kallad 700-båt, är en båt som används inom den svenska marinen som ursprungligen var avsedd för transport av personer och materiel men som numera används till isbrytning och bogsering.
Båtarna levererades till Kustartilleriet och benämndes där 701-703 samt 751-755. Numer har de flesta av båtarna utgått ur Marinens organisation och endast två (702 och 753) kvarstår med tjänst vid Karlskrona örlogsbas. Flera av de övriga båtarna tillhör numera Sjövärnskåren och Göteborgs Amfibiekårsförening vilka tillhör Försvarsutbildarna.
- 701 (Elon):Västernorrlands Sjövärnskår
- 702 (Tyr): Försvarsmakten Karlskrona[1]
- 703: Östergötlands Sjövärnskår
- 751 (Vitsgarn): Sjövärnskåren Stockholm
- 752 (Märsgarn): Sjövärnskåren Stockholm
- 753 (Ran): Försvarsmakten Karlskrona
- 754: Amfibiekårsföreningen Göteborg[2]
- 755 (Eir):Försvarsmakten Berga

6 maj 2022 tecknade Försvarets materielverk avtal med det holländska varvet Damen Shipyard Hardinxveld om leverans av fyra nya bogserbåtar som slutligen ersatte bastransportbåt 700 under 2023-2024.